# Liste des membres de l'expédition antarctique australasienne
Liste des membres de l'expédition antarctique australasienne selon CoolAntarctica.com et South-pole.com.

## Liste

### Groupe de la base principale (terre Adélie)
| Photographie | Nom usuel                     | Position ou rang Lors de la mission                                                 |
| ------------ | ----------------------------- | ----------------------------------------------------------------------------------- |
|              | Douglas Mawson                | Commandant de l'expédition                                                          |
|              | Edward Frederick Robert Bage  | Astronome, assistant sur le domaine du magnétisme et préposé aux relevés des marées |
|              | Frank Bickerton               | Responsable du traîneau à traction aérienne                                         |
|              | John H. Close                 | Assistant collecteur                                                                |
|              | Percy Edward Correll          | Mécanicien et assistant physicien                                                   |
|              | Walter H. Hannam              | Opérateur radio et mécanicien                                                       |
|              | Alfred James Hodgeman         | Cartographe et artiste                                                              |
|              | John George Hunter            | Biologiste                                                                          |
|              | Frank Hurley                  | Photographe                                                                         |
|              | Sidney Jeffryes (en)          | Opérateur radio                                                                     |
|              | Charles Francis Laseron       | Taxidermiste et collecteur de spécimens biologiques                                 |
|              | Cecil Madigan                 | Météorologue                                                                        |
|              | Archibald Lang McLean         | Officier médical en chef, bactériologiste                                           |
|              | Xavier Mertz                  | Responsable des chiens                                                              |
|              | Herbert Dyce Murphy           | Responsable des dépôts de ravitaillement                                            |
|              | Belgrave Edward Sutton Ninnis | Responsable des chiens                                                              |
|              | Frank Leslie Stillwell        | Géologue                                                                            |
|              | Eric Norman Webb              | Responsable en chef du magnétisme                                                   |
|              | Leslie H. Whetter             | Chirurgien                                                                          |

Cette équipe est cependant réduite à sept personnes la deuxième année.

### Groupe de la base ouest (terre de la Reine-Mary)
| Photographie | Nom usuel                      | Position ou rang Lors de la mission |
| ------------ | ------------------------------ | ----------------------------------- |
|              | Frank Wild                     | Chef, musher                        |
|              | Charles Harris Sarjeant Dovers | Cartographe                         |
|              | Charles Turnbull Harrisson     | Biologiste                          |
|              | Charles Hoadley                | Géologue                            |
|              | Sydney Evan Jones              | Officier médical                    |
|              | Alexander Lorimer Kennedy      | Spécialiste du magnétisme           |
|              | Morton Henry Moyes             | Meteorologue                        |
|              | Andrew Dougal Watson           | Géologue                            |

### Groupe de l'île Macquarie
| Photographie | Nom usuel            | Position ou rang Lors de la mission |
| ------------ | -------------------- | ----------------------------------- |
|              | George Ainsworth     | Chef, météorologue                  |
|              | Leslie Russell Blake | Cartographe et géologue             |
|              | Harold Hamilton      | Biologiste                          |
|              | Charles A. Sandell   | Opérateur radio et mécanicien       |
|              | A. J. Sawyer         | Opérateur radio                     |

### Équipage de l'Aurora
| Photographie | Nom usuel         | Position ou rang Lors de la mission                                |
| ------------ | ----------------- | ------------------------------------------------------------------ |
|              | John King Davis   | Commandant du S. Y. Aurora et commandant en second de l'expédition |
|              | J.H. Blair        | Premier officier durant le voyage en Antarctique                   |
|              | P. Gray           | Second officier                                                    |
|              | C. P. de la Motte | Troisième officier                                                 |
|              | F. J. Gillies     | Chef ingénieur                                                     |